# Лазетич, Никола
Нико́ла Лазе́тич (серб. Никола Лазетић; 9 февраля 1978, Косовска-Митровица, СФРЮ) — сербский футболист.

## Биография
Лазетич родился в Косово в 1978 году, был воспитанником клуба «Трепча» из Косовской Митровицы. В 1995 году как талантливый юниор перебрался в Белград, где начал выступать за «Црвену Звезду». Затем играл за «Будучност» из Вальево, за «Обилич» и другие югославские клубы.
Летом 2000 года принимает предложение турецкого гранда «Фенербахче», который выкупает его трансфер за 6 млн. долларов США. В турецкой команде Лазетич провёл 2 насыщенных сезона. В 2002 году в качестве свободного агента перебирается в Италию, в «Комо». Однако затем Лазетич два сезона играет в аренде в «Кьево» и в «Лацио». Летом 2003 года Лазетич переходит в «Дженоа» и сразу же отправляется в аренду в «Сиену». В 2004 году футболист возвращается в Геную и полностью проводит сезон в Серии B, помогая своей команде выйти в элитный дивизион. Однако из-за скандала с договорными матчами «Дженоа» была отправлена в Серию C1. Лазетич в связи с этим отправляется в «Ливорно». В 2006 году Никола переходит в «Торино» и стабильно играет в основном составе, также помогая клубу добиться повышения в классе.
Однако в 2008 году принимает решение вернуться на родину и подписывает контракт с «Црвеной Звездой». В составе «красно-белых» опытному футболисту доверяют капитанскую повязку.
Также Лазетич выступал за сборную Югославии (затем Сербии и Черногории), за которую провёл 25 матчей и забил 1 гол.

## Достижения
- Победитель Серии B: 2006
- Победитель турецкой Суперлиги: 2000/01